# Tetraponera ledouxi
Tetraponera ledouxi is een mierensoort uit de onderfamilie van de Pseudomyrmecinae. De wetenschappelijke naam van de soort is voor het eerst geldig gepubliceerd in 1969 door Terron.